# Clas Fleming (1912)
Klas Flemming byla minonoska švédského námořnictva. Oficiálně byla klasifikována jako minový křižník. Ve službě byl v letech 1914–1959.

## Stavba

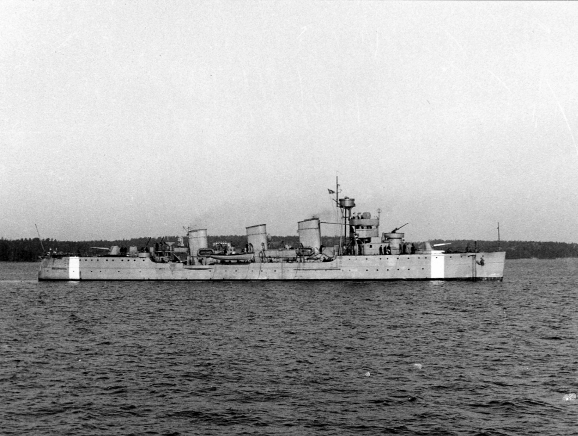
Modernizovaný Clas Fleming roku 1943

Přes malé rozměry bylo plavidlo klasifikováno jako křižník. Plavidlo postavila loděnice Finnboda ve Stockholmu. Kýl byl založen v roce 1911, dne 14. prosince 1912 byl trup spuštěn na vodu a v květnu 1914 byl křižník zařazen do služby.

## Konstrukce

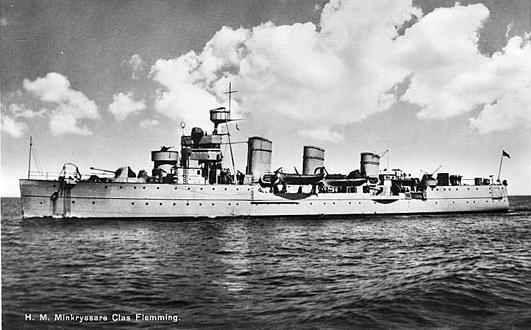
Modernizovaný Clas Fleming

Křižník nesl lehké pancéřování. Byl vybaven 25mm silnou pancéřovou palubou, přičemž velitelskou věž chránil 75mm pancíř. Nesl čtyři 120mm kanóny, čtyři 8mm kulomety a 100 námořních min. Pohonný systém tvořilo 8 kotlů Yarrow a parní turbíny Parsons o výkonu 6500 hp, pohánějící dva lodní šrouby. Nejvyšší rychlost dosahovala 20 uzlů.

### Modernizace
V letech 1939–1940 byl křižník modernizován. Trup byl prodloužen o 5 metrů, upraveny byly i nástavby. Hlavní změnou byla instalace
Původní kotle Yarrow nahradily čtyři kotle Penhoët spalující naftu. Jeden komín byl odstraněn a ušetřený prostor po kotlech byl využit na ubikace pro kadety. Novou výzbroj tvořilo osm 152mm kanónů, čtyři 57mm kanóny, čtyři 40mm kanóny, dva 25mm kanóny, jeden 20mm kanón, dva 533mm torpédomety a dvě skluzavky hlubinných pum.